# Đài thiên văn Gemini
Đài thiên văn Gemini là một đài quan sát thiên văn bao gồm hai kính viễn vọng, Gemini North và Gemini South, 8.1 mét (26.6   ft), được đặt tại hai địa điểm riêng biệt tương ứng ở Hawaii và Chile. Các kính viễn vọng Gemini song sinh cung cấp độ bao phủ gần như hoàn chỉnh của cả bầu trời phía bắc và phía nam. Chúng hiện là một trong những kính thiên văn quang học / hồng ngoại lớn nhất và tiên tiến nhất dành cho các nhà thiên văn học.
Quỹ khoa học quốc gia (NSF) của Hoa Kỳ, Hội đồng nghiên cứu quốc gia Canada, CONICYT của Chile, MCTI của Brazil và MCTIP của Argentina sở hữu và vận hành Đài thiên văn Gemini. NSF hiện là đối tác đa số (2017), đóng góp khoảng 70% kinh phí cần thiết để vận hành và bảo trì cả hai kính thiên văn này. Các hoạt động và bảo trì đài quan sát được quản lý bởi Hiệp hội các trường đại học nghiên cứu về thiên văn học (AURA), thông qua thỏa thuận hợp tác với NSF. NSF đóng vai trò là Cơ quan điều hành thay mặt cho các đối tác quốc tế.
Các kính thiên văn Gemini sở hữu một bộ thiết bị hiện đại, mang lại hiệu suất tuyệt vời trong quang học và cận hồng ngoại và sử dụng công nghệ quang học thích ứng tinh vi để bù đắp cho các hiệu ứng làm mờ của bầu khí quyển Trái đất. Gemini là công ty hàng đầu thế giới về quang học hồng ngoại thích ứng rộng, và gần đây đã đưa vào sử dụng Gemini Planet Imager, một công cụ cho phép các nhà nghiên cứu hình ảnh trực tiếp và phân tích các ngoại hành tinh sáng như một phần triệu ngôi sao xung quanh mà chúng quay quanh. Gemini tiếp tục hỗ trợ nghiên cứu trong hầu hết các lĩnh vực của thiên văn học hiện đại, bao gồm Hệ Mặt trời, ngoại hành tinh, sự hình thành và tiến hóa của sao, cấu trúc và động lực của các thiên hà, lỗ đen siêu lớn, quasar xa và cấu trúc của Vũ trụ ở quy mô lớn nhất.
Những đối tác tham gia trước đây trong Đài thiên văn Gemini bao gồm Úc và Vương quốc Anh. Vương quốc Anh đã từ bỏ quan hệ đối tác vào cuối năm 2012 và Đài thiên văn Gemini đã phản ứng với việc mất tiền tài trợ bằng cách giảm đáng kể chi phí hoạt động, hợp lý hóa hoạt động và thực hiện các biện pháp tiết kiệm năng lượng tại mỗi địa điểm. Cả hai kính viễn vọng hiện cũng được vận hành từ xa từ các trung tâm điều hành cơ sở tại Hilo, Hawaii và La Serena, Chile.